# Bridge Boys Football Club
Il Bridge Boys Football Club è un club calcistico nigeriano di Lagos. È stato fondato come Julius Berger FC nella metà degli anni 70 dalla compagnia Julius Berger Nigeria PLC, e nell'arco della sua storia ha vinto 2 campionati nazionali, nel 1991 e nel 2000, e due coppe nazionali (nel 1996 e nel 2002).
Fino al 2007 il club ha militato nella massima divisione nazionale. Nel 2008, dopo una profonda crisi di risultati, il club venne comprato dallo Stato federale di Lagos per circa 500 milioni di naira, e venne così rinominato Bridge Boys Football Club. Attualmente milita nella Nigeria 1 Division, il secondo livello del calcio nigeriano.

## Storia
Fondata nel 1975, questa squadra ha sede nella città di Lagos ed è una delle compagini più titolate della Nigeria.
Giocatori quali Taribo West, Sunday Oliseh, Samson Siasia, Emmanuel Amuneke, Rashidi Yekini, Garba Lawal e Mutiu Adepoju hanno giocato per il Julius Berger.
Nel 2007 il club ha militato nella Premier League nigeriana, ma nel 2008 la dirigenza ha deciso di sospendere le attività della squadra, che riprenderà a giocare a partire dal campionato 2008-2009, sotto una nuova proprietà.
Attualmente giocano allo Stadio Agege di 4000 posti.

## Rosa attuale
Aggiornata al 15 marzo 2010.
| N. |                    | Ruolo | Calciatore         |
| -- | ------------------ | ----- | ------------------ |
|    | Nigeria (bandiera) |       | Abraham Peter      |
|    | Nigeria (bandiera) |       | Lateef Sani        |
|    | Nigeria (bandiera) |       | Chibuzor Onyebuchi |
|    | Nigeria (bandiera) |       | Fuad Okelujoti     |
|    | Nigeria (bandiera) |       | Akaba Otegu        |
|    | Nigeria (bandiera) |       | Davidson Ikwudiuko |
|    | Nigeria (bandiera) | P     | Danladi Isah       |
|    | Nigeria (bandiera) |       | Kingdom Ekini      |
|    | Nigeria (bandiera) |       | Raphael Ubong      |

| N. |                    | Ruolo | Calciatore        |  |
| -- | ------------------ | ----- | ----------------- |  |
|    | Nigeria (bandiera) |       | Ikechukwu Udeze   |  |
|    | Nigeria (bandiera) |       | Ugochukwu Ezuakor |  |
|    | Nigeria (bandiera) | P     | Oguntoye Adeniyi  |  |
|    | Nigeria (bandiera) | P     | Seyi Abayomi      |  |
|    | Nigeria (bandiera) | A     | Chukwudebe Ojogbo |  |
|    | Nigeria (bandiera) |       | Shehu Eliakwu     |  |
|    | Nigeria (bandiera) |       | Ayo Ajayi         |  |
|    | Nigeria (bandiera) |       | Kole Francis      |  |
|    | Nigeria (bandiera) | P     | Adeleye Damilare  |  |

## Palmarès

### Competizioni nazionali
- Campionato nigeriano: 2

1991, 2000
- Coppa di Nigeria: 2

1996, 2002

### Altri piazzamenti
- Coppa di Nigeria:

Finalista: 1994
- Coppa delle Coppe d'Africa:

Finalista: 1995, 2003

## Risultati nelle competizioni CAF
- CAF Champions League:

2001 - Girone eliminatorio
2004 - Primo turno
- African Cup of Champions Clubs:

1992: Secondo turno
- Coppa delle Coppe CAF:

1995 - Finalista
1997 - Secondo turno
2003 - Finalista